# Palikotrörelsen
Palikotrörelsen (RP) är ett libertarianskt antiklerikalt populistiskt polskt politiskt parti, bildat av avhoppare från Medborgarplattformen och registrerat hos valmyndigheten den 1 juni 2011.
RP har fått sitt namn efter partiledaren, den kontroversielle förre vodkamagnaten och parlamentarikern, Janusz Palikot. Partiet har sitt största stöd bland ungdomar i städerna.
RP är starkt antikyrkligt och vill legalisera abort, marijuana och samkönade äktenskap.
Andra frågor man driver:
- Förbud mot religionsundervisning i statliga skolor.
- Inga statliga bidrag till trossamfund
- Gratis kondomer.
- Avveckla Polens senat.

När över 90 % av rösterna i valet den 9 oktober 2011 hade räknats stod det klart att RP fått omkring 10 procent av rösterna och med god marginal klarat femprocentsspärren till sejmen. Palikotpolitikern Anna Grodzka (tidigare Ryszard Grodzki) blev därmed Polens första transsexuella parlamentsledamot.